# Bird's Point
Bird's Point est un secteur non constitué en municipalité du comté de Mississippi (Missouri) aux États-Unis.

## Géographie
Bird's Point est situé directement en face de Cairo de l'autre côté du Mississippi.

## Histoire
Bird's Point a été nommé en l'honneur d'Abraham Bird Sr, un éminent planteur et homme d'affaires du comté de Shenandoah, en Virginie. Lewis et Clark passent à Bird's Point, lors de leur expédition en 1803.
Bird's Point a été un site stratégique pendant la guerre de Sécession,. La bataille de Charleston a lieu dans les environs le 19 août 1861. La cavalerie de l'Union sous David P. Jenkins a gardé la région pendant la première partie de la guerre, dissuadant les tentatives confédérées de reprendre le contrôle des routes d'approvisionnement. Une fois sécurisé, Bird's Point a été transformé en un important site d'approvisionnement et de réparation, ainsi qu'un camp d'entraînement et un poste militaire, pour l'armée et la marine de l'Union. Après la guerre, de nombreux bâtiments militaires ont été convertis pour un usage civil, y compris le chantier naval.
Dans les années 1880, la région est un important terminus ferroviaire et fluvial pour la distribution du coton, et une série de ferries facilite le mouvement des marchandises et des passagers de l'île vers la rive de l'Illinois. Le Texas and St. Louis Railway à voie étroite est construit à Bird's Point en 1882. Lorsque le reste du chemin de fer est achevé, il s'étend de Bird's Point à Gatesville (Texas). Une pente est utilisée pour transférer les wagons sur des flotteurs de wagons pour le voyage à travers le Mississippi de Birds Point à Cairo. Le Texas and St. Louis à voie étroite fait faillite et la nouvelle société devient le St. Louis Southwestern Railway. Le chemin de fer va de Bird's Point à Pine Bluff, Texarkana (Texas) et à Gatesville, offrant aux planteurs un itinéraire pratique pour transférer leurs balles de coton vers le Mississippi pour le transport par eau vers les marchés du Midwest. En septembre 1908, la rive du fleuve s'effondre et détruit le chantier naval et les installations environnantes. La pente du chemin de fer est détruite lors d'une inondation en avril 1909. Birds Point reste desservi pendant plusieurs années mais la ligne est supprimée le 9 octobre 1938. À la fin de 1941, un oléoduc est posé sur l'ancienne ligne entre Wyatt (Missouri) et Birds Point pour faciliter le transport du pétrole brut par barge. Un petit parc de stockage a été construit juste au sud de Bird's Point pour le stockage du pétrole.
Le pont sur le fleuve Mississippi pour les routes 60 et 62 entre Bird's Point et Cairo est construit en 1929.
Le Missouri Pacific Railroad avait aussi une ligne de chemin de fer vers Bird's Point depuis Charleston (Missouri) mais elle est abandonnée le 31 mars 1942.

## Personnalité
- Jess Stacy (1904-1995), pianiste de jazz, y est né.